# Francisco Arlegui Rodríguez
Francisco Javier Arlegui Rodríguez Zorrilla (Santiago, 26 de mayo de 1845 - 17 de enero de 1919) fue un abogado y político liberal chileno. Hijo de Francisco Javier Arlegui y Francisca de Borja Rodríguez Zorrilla. Contrajo matrimonio con Carmela García Huidobro Arlegui.
Realizó sus estudios en la Universidad de Chile, donde juró como abogado (1866). Se dedicó al ejercicio del derecho, en negocios particulares y en instituciones bursátiles. Llegó a ser secretario de la Sociedad de Instrucción Primaria (1868).
Miembro del Partido Conservador. Fue elegido diputado suplente por Valdivia (1870) y por Chillán (1973), pero nunca llegó a incorporarse en propiedad.
Diputado propietario por Rancagua, Cachapoal y Maipo (1891-1894). Formó parte de la comisión permanente de Gobierno y Relaciones Exteriores. En este período ocupó también la Vicepresidencia de la Cámara de Diputados (1892-1893).
Gerente del Banco Garantizador de Valores (1894), cargo que volvió a ocupar en 1902. Instaló junto a Valentín Lambert un ferrocarril entre Peumo y Las Cabras (1899).